# Parlamento de Antigua y Barbuda
El Parlamento de Antigua y Barbuda es un órgano gubernamental del mencionado país, que consiste del Rey, el Senado y Cámara de los Representantes.
El Parlamento en su conjunto está encargado de ciertas responsabilidades y se le otorgan poderes y privilegios especiales para llevar a cabo con eficacia sus funciones.  Incluidos entre estos últimos están la libertad de expresión en el Parlamento, la autoridad para regular su actividad mediante órdenes permanentes, así como la libertad de procedimientos civiles o penales por las palabras pronunciadas o escritas por los diputados ante su respectiva Cámara.
El Parlamento toma decisiones relativas a:
- la apertura del Parlamento recurriendo a una convocatoria ante Su Majestad o su representante (salvo los casos previstos en la Constitución);
- la composición y poderes del Consejo de Barbuda;
- disposiciones que rigen el gobierno local de esta circunscripción.

El parlamento tiene dos cámaras. La Cámara de Representantes tiene 19 miembros, 17 miembros elegidos por un período de cinco años en distritos electorales de un solo escaño, un miembro ex officio (el procurador general) y un portavoz de la Cámara. El Senado tiene 17 miembros designados.